# 요코하마 류세이
요코하마 류세이(横浜 流星, 1996년 9월 16일 ~ )는 일본의 배우이다. 가나가와현 요코하마시 출신. 스타더스트 프로모션 제작 2부 소속. 신장은 174cm, 혈액형은 O형이다.

## 약력
초등학교 6학년 때 가족과 함께 처음 간 도쿄 하라주쿠에서 스카우트되어 스타더스트 프로모션에 소속. 동사무소의 남성 탤런트 그룹의 EBiDAN의 전 멤버이다.
첫 데뷔는 〈영광 세미나〉의 CM 촬영. 패션 잡지 〈니코☆푸치〉 남성 모델을 맡아 공개 오디션을 거쳐 2011년부터 그 자매지인 〈nicola〉의 남성 모델을 맡는다. 멘모 인기 투표 1위를 획득하고, 멘모 최초로 지상 연재를 가지게 됐다. 같은 해에 《가면 라이더 포제》로 첫 드라마 출연.
2013년 4월 《리얼 술래잡기 THE ORIGIN》에서 첫 드라마 고정 출연이 되었다.
2014년 2월부터 2015년 2월에 방송된 《열차전대 토큐저》에서 특급 4호 / 히카리 역으로 출연했다.
2015년 3월 〈nicola〉의 남성 모델을 졸업.
2017년 1월 〈GReeeeN 영화 프로젝트〉 제1탄 영화 《기적: 그 날의 소비토》에서 연기한 그린 보이즈 명의로 CD 데뷔. 2019년 1월에 발표된 이 프로젝트 제2탄 영화 《사랑 노래 -약속의 나쿠히토-》에서는 단독 주연을 맡았다.
2018년 6월, 전달 한정 싱글 〈오늘도 좋은 날씨 (今日もいい天気) feat.Rover(베리 굿맨)〉으로 솔로 데뷔, 10월에 싱글에는 〈오늘도 좋은 날씨 (今日もいい天気) feat.Rover(베리 굿맨) /미완성 (未完成)〉으로 CD 데뷔. 수록곡 〈미완성 (未完成)〉의 작사에도 첫 도전이다.
2019년 1월, TBS 계열 《처음 사랑을 한 날에 읽는 이야기》에서 처음 GP 범위의 연속 드라마에 출연했다.  불량스럽지만 속내는 성실하고 순수한 분홍색 머리가 인상적인 「유리유리」인 유리 코헤이 역을 호연해 주목을 받는다. 이 작품으로 제 100회 더 텔레비젼 드라마 아카데미상 남우조연상, 도쿄 드라마 어워드 2019 남우조연상, TVstation 드라마 대상 2019 남우조연상, TV LIFE 연간 드라마 대상 2019 신인상 등을 수상했다. 같은 시기에 발매된 사진집 〈유려〉는 발매 전에 재발행 결정했다. 같은 해 6월, NTV 계열 《ZIP!》 금요일 퍼스널리티를 맡았다.
또한, 단련한 몸으로 표지를 장식한 잡지 〈anan〉 2154호가 발매를 앞두고 인터넷 서점에서 예약 시작과 동시에 품절 시키면서 매진이 속출했다. 그 후, 《당신 차례입니다 -반격편-》, 《4분간의 마리골드》, 《백도 흑도 아닌 세계에서, 판다는 웃는다》로 세 연속으로 연속 드라마 출연. 그 중에서도 「백도 흑도 아닌 세계에서, 판다는 웃는다」는 프라임 타임 연속 드라마 첫 주연이 된다.
2020년 1월, 주연 영화 《사랑노래 -약속의 나쿠히토-》, 《치어 남자!!》, 《사라져라, 군청》에서의 연기가 평가되어 제43회 일본 아카데미상 신인 배우상을 수상했다.
2020년 6월 닛케이 엔터테인먼트 〈탤런트 파워 랭킹 2020 조사〉에서 급상승한 탤런트 1위를 차지했다.
2020년 8월, NTV 계열 드라마 《우리들은 미쳤다》에서 주연을 맡았다.
2022년 2월 개봉 예정인 영화 《우소구이》에서 단독 주연을 맡을 예정이다.

## 인물
- 신장 174cm.[20] 발 사이즈는 27cm-27.5cm.[1]

- 종종 화제에 오르는 크룬과 위쪽의 긴 속눈썹은 선천적이다.[21][22]

- 〈요코하마(横浜)〉라는 성은 본명이며, 요코하마시 출생이기는 하지만, 자신이 요코하마시에서 살았던 것은 생후 몇달 뿐이였다고 한다. 그리고 사이타마현에 이주하여 성장했다.[23][24] 참고로, 〈요코하마〉는 아오모리현 요코하마정 한 마을의 성씨. 아버지가 요코하마시와 같은 가미키타군에 있는 아오모리현 동북 마을 출신이며, 해당 지역 및 주변에는 요코하마 성씨가 일본 내에서 가장 많이 존재한다.

- 성씨가 요코하마에 연고지를 둔 프로 야구 구단인 요코하마 DeNA 베이스타스가 연상되기 때문에 과거 오디션을 봤을 때 “베이스타스를 좋아해?”라고 질문을 받기도 했었다. 그러나, 부모 모두 야구에는 전혀 관심이없고, 〈류세이〉라는 이름이 붙여진 것은 ‘무언가 자신감이 빛나길 원한다’, ‘태어난 순간에 유성이 흘렀다’라는 이유에서로, 베이스타스와는 전혀 관계가 없다. 또한 2020년 시점에서는 이 구단의 제안은 아니지만, 본인은 시구에 의욕을 보이고 있다.[25][26]

- TV 드라마 《처음 사랑을 한 날의 읽는 이야기》에 출연한 영향으로 2020년 8월에 300명이 투표에 참여한 〈화려한 머리 색깔이 어울리는 배우 랭킹〉에서 1위를 차지했다.[27]

### 특기·취미·기호
- 특기는 극진(초단)이며, 중학교 3학년 때 세계 대회 2011년 〈제7회 국제 청소년 공수도 선수권 대회 13·14세 남자 -55kg부〉에서 우승한 경력이 있다.[28] 고등학교 1학년 때도 〈2012년 제8회 국제 청소년 공수도 선수권 대회 15세 남자 -65kg부〉에서 3위를 차지했다.[29]

- 중학교 때는 연예 활동보다 극진 가라데를 우선하고,[30] 그 때문에 사무실 가입 당시 신인들이 받는 수업에 별로 가고 않았다고 밝히고 있다.[5]

- 좋아하는 색깔은 보라색과 검은 색. 소지하고 있는 물건에 보라색이 많다고 말하고 있다.[31]

- 좋아하는 말은 “계속하면 힘이 된다”.[31]

- 좋아하는 음식은 매운 라멘, 고기,[32] 군고구마.[33]

- 좋아하는 캐릭터는 커비.[34] 영화 《유어 아이즈 텔》에서 공연한 요시타카 유리코에게도 커비 인형을 선물받았다.

- 취미는 음악 감상.[35] 처음 구입한 CD가 GReeeeN의 〈소금, 후추 (塩、コショウ 시오코쇼[*])〉.

- 집의 벽을 보는 것을 좋아한다.[36][37]

## 출연 작품
역할의 굵은 글씨는 주연작품임

### 텔레비전 드라마
| 방송일자                                       | 제목                                                       | 역할                | 방송사                          |
| ---------------------------------------------- | ---------------------------------------------------------- | ------------------- | ------------------------------- |
| 2012년 1월 8일·15일·29일·3월 25일·4월 1일·22일 | 가면라이더 포제, 제17화·제18화·제20화·제28화·제29화·제32화 | 이세키 지로         | TV 아사히                       |
| 2013년 4월 10일 ~ 6월 26일                     | 리얼 술래잡기 THE ORIGIN                                   | 사토 히로시         | TV 사이타마·TV 가나가와·지바 TV |
| 2013년 4월 22일 ~ 6월 24일                     | 방과후 그루브                                              | 하가 타로           | TBS                             |
| 2014년 2월 16일 ~ 2015년 2월 15일              | 열차전대 토큐저                                            | 히카리 / 특급 4호   | TV 아사히                       |
| 2014년 3월 30일                                | 열차전대 토큐저 VS 가면 라이더 가이무 봄 방학 합체 스페셜  | 히카리 / 특급 4호   | TV 아사히                       |
| 2015년 9월 28일 ~ 10월 19일                    | JK는 설녀                                                  | 안도 레이           | 마이니치 방송 / TBS             |
| 2016년 10월 8일 ~ 12월 25일                    | 잠입 수사 아이돌 형사 댄스                                 | 사카이 쇼키치 (쇼)  | TV 도쿄                         |
| 2017년 6월 5일 ~ 26일                          | 괴수 클럽~공상 특수 촬영 청춘기~                           | 가츠오              | MBS / TBS                       |
| 2018년 3월 26일 ~ 4월 16일                     | 오빠 친구                                                  | 니시노 소타         | MBS / TBS                       |
| 2019년 1월 15일 ~ 3월 19일                     | 처음 사랑을 한 날에 읽는 이야기                            | 유리 코헤이         | TBS                             |
| 2019년 6월 30일 ~ 9월 8일                      | 당신 차례입니다 -반격편-                                   | 니카이 시노부       | NTV                             |
| 2019년 10월 11일 ~ 12월 13일                   | 4분간의 마리골드                                           | 하나마키 아이       | TBS                             |
| 2020년 1월 12일 ~ 3월 15일                     | 백도 흑도 아닌 세계에서, 판다는 웃는다                     | 모리시마 나오키     | YTV / NTV                       |
| 2020년 8월 12일 ~ 9월 30일                     | 우리들은 미쳤다                                            | 타카츠키 츠바사     | NTV                             |
| 2021년 4월 20일 ~ 6월 22일                     | 꾸미는 사랑에는 이유가 있어                                | 후지노 하야오       | TBS                             |
| 2022년 1월 16일 ~ 예정                         | DCU ~수갑을 지닌 다이버~                                   | 세노 하루오         | TBS                             |
| 2022년 6월 26일·9월 4일                        | 올드 루키 제1화·최종화                                     | 야자키 토시야       | TBS                             |
| 2023년 2월 16일·23일·3월 2일·16일              | 인포마 제5화·제6화·제7화·제9화                             | 카와무라 아이노스케 | 간사히 TV                       |
| 2025년 1월 5일                                 | NHK 대하드라마 〈베라보 ~쓰타주 영화의 꿈 이야기~〉        | 츠타야 주자부로     | NHK                             |

### 영화
| 개봉일자         | 제목                                                          | 역할                    | 배급사                       |
| ---------------- | ------------------------------------------------------------- | ----------------------- | ---------------------------- |
| 2012년 12월 22일 | 조커 게임                                                     | 하야미 타케히코         | AMG 엔터테인먼트             |
| 2013년 5월 18일  | 중학생 마루야마                                               | 후나키                  | 도에이                       |
| 2014년 1월 18일  | 열차전대 토큐저 VS 고버스터즈 공룡대결전 안녕히 영원한 친구여 | 히카리 / 특급 4호       | 도에이                       |
| 2014년 3월 29일  | 극장판 가면라이더 슈퍼히어로 대전 : 또 하나의 세계            | 히카리 / 특급 4호       | 도에이                       |
| 2014년 5월 24일  | 독수리와 매                                                   | 와시 세이지 (어린 시절) | 맨유 엔터테인먼트            |
| 2014년 7월 19일  | 파워레인저 트레인포스 갤럭시 라인 SOS                         | 히카리 / 특급 4호       | 도에이                       |
| 2015년 1월 17일  | 열차전대 토큐저 VS 쿄류저 THE MOVIE                           | 히카리 / 특급 4호       | 도에이                       |
| 2016년 1월 23일  | 극장판 파워레인저: 닌자포스 VS 트레인포스 닌자 인 원더랜드    | 히카리 / 특급 4호       | 도에이                       |
| 2016년 4월 2일   | 슈카츠 〈2차면접·확산〉                                       | 카시와바라 타츠야       | North Cky                    |
| 2016년 5월 28일  | 늑대 소녀와 흑왕자                                            | 히비야 타케루           | 워너 브라더스 영화           |
| 2016년 7월 2일   | 전원, 짝사랑 〈이브의 선물〉                                  | 요시 미노루             | 도에이                       |
| 2016년 11월 26일 | 공포의 천사                                                   | 배우                    | KATSU-do                     |
| 2017년 1월 28일  | 기적: 그 날의 소비토                                          | navi                    | 도에이                       |
| 2017년 2월 18일  | 천사가 있는 도서관                                            | 아시타카 코우스케       | 맨유 엔터테인먼트            |
| 2018년 3월 31일  | honey                                                         | 미사키 와타루           | 도에이 / 쇼게이트            |
| 2018년 5월 26일  | 오빠 친구                                                     | 니시노 소타             | T-JOY                        |
| 2018년 7월 6일   | 무지개 데이즈                                                 | 카타쿠라 케이이치       | 쇼치쿠                       |
| 2018년 12월 7일  | 푸른 귀로                                                     | 료                      | NexTone                      |
| 2019년 1월 25일  | 사랑 노래 -약속의 나쿠히토-                                   | 노미야 토오루           | 도에이                       |
| 2019년 3월 21일  | L❤︎DK 한 지붕 아래、「좋아」가 두개.                           | 쿠가야마 레온           | 도에이                       |
| 2019년 5월 10일  | 치어 남자!!                                                   | 반도 하루키             | 반다이 남코 아츠 / 포니 캐년 |
| 2019년 9월 6일   | 사라져라, 군청                                                | 나라쿠사                | KADOKAWA / 에이벡스 픽쳐스   |
| 2020년 10월 23일 | 유어 아이즈 텔                                                | 시노자키 루             | 가가                         |
| 2021년 10월 1일  | DIVOC-12 〈이름이 없는 한 편·안나〉                           | TBA                     | 소니 픽처스 엔터테인먼트     |
| 2021년 12월 10일 | 당신차례입니다 극장판                                         | 니카이 시노부           | 도호                         |
| 2022년 2월 11일  | 우소구이                                                      | 마다라메 바쿠           | 워너 브라더스 영화           |
| 2022년 5월 13일  | 유랑의 달                                                     | 나카세 아키라           | 가가                         |
| 2022년 8월 26일  | 아키라와 아키라                                               | 카이도 아키라           | 도호                         |
| 2024년 2월 29일  | 퍼레이드                                                      | 쇼리                    | 넷플릭스                     |
| 2024년 5월 31일  | MIRRORLIAR FILMS Season5 〈MIMI〉                             | 주연                    | 업링크                       |
| 2024년 11월 29일 | 정체                                                          | 츠즈키 케이이치         | 쇼치쿠                       |
| 2025년 8월 26일  | 국보                                                          | 오가키 슌스케           | 도호                         |
| 2026년 공개 예정 | 그대, 별처럼                                                  | 아오노 카이             |                              |

### 무대
| 공연일자 | 제목                                                                                           | 역할              | 공연장소 |
| --- | ---------------------------------------------------------------------------------------------- | ----------------- | --- |
| 2010년 8월 27일 ~ 29일 | 에비스 학원 남자부 EBiDAN ~EBiDAN 문화제는 문화의 카오리가 마비되지 않는거야의 책~             |                   | 에비스 에코 극장 |
| 2011년 8월 24일 ~ 28일 | 에비스 학원 남자부 EBiDAN ~폭풍의 임해 학교!! 파도와 싸움의 에비단은 격한 아츠키린 무늬!의 책~ |                   | 에비스 에코 극장 |
| 2013년 7월 19일 ~ 22일 2013년 8월 8일 ~ 11일                                                                                       | Moonlight Rambler ~달밤의 산책인~                                                              | 레오나르도        | 롯폰기 배우좌 극장 시나가와 큐리안 1층 소홀 |
| 2013년 9월 27일 ~ 10월 6일 | CLOCK ZERO ~종언의 일초~ A live Moment R                                                       | 반역자            | 신주쿠 전 노제홀 / 스페이스 제로 |
| 2014년 10월 25일·26일 / 11월 1일·2일 / 12월 6일·7일·14일·21일                                                                      | 열차전대 토큐저 쇼 제4탄 〈내가 열차가 된다! 하이퍼 특급 1호 출발 진행!!〉                     | 히카리 / 특급 4호 | 극장 G 로소 |
| 2015년 1월 17일 ~ 18일 | 슈퍼 영웅 축제 KAMEN RIDER x SUPER SENTAI LIVE & SHOW 2015                                     | 히카리 / 특급 4호 | 도쿄 국제 포럼 홀 A |
| 2015년 1월 24일 ~ 3월 8일 | 열차전대 토큐저 쇼 제5탄 〈마지막 레츠 자동차가 온다! 빛나라 레인보우 라인 !!〉                | 히카리 / 특급 4호 | 주말 공휴일 극장 G 로소 |
| 2015년 3월 14일 ~ 15일 2015년 3월 29일 2015년 4월 4일 ~ 5일 2015년 4월 11일 2015년 4월 12일 2015년 4월 19일 2015년 4월 25일 ~ 26일 | 열차전대 토큐저 전대 특급 저 파이널 라이브 투어 2015                                           | 히카리 / 특급 4호 | 시즈오카 시민문화회관 대홀 / 액트시티 하마마츠 대홀 홋카이도 니토리 문화 홀 아이치 일본 특수도 업 시민회관 포레스트 홀 히로시마 문화 학원 HBG 홀 후쿠오카 선 팔레스 미야기 센다이 선 플라자 홀 오사카 오릭스 극장 |
| 2015년 9월 17일 ~ 9월 27일 2015년 10월 1일 2015년 10월 3일 ~ 4일                                                                   | 무사 백호 사물의 새하얀 호랑이 -막부 말기, ‘성’을 동경하며, 백호라 불렸던 젊은이들             | 이토 테이지로     | 도쿄 텐노즈 긴가극장 나고야 나디아 파크 11F 아트 피어 홀 오사카 우메다 예술 극장 드라마 시티 |
| 2015년 12월 3일 ~ 13일 | 슈퍼 단간론파2 THE STAGE ~안녕 절망학원~                                                       | 히나타 하지메     | 도쿄 Zepp 블루 극장 롯폰기 |
| 2016년 5월 13일 ~ 22일 2016년 5월 28일 2016년 6월 11일 ~ 12일                                                                      | 어둠 사냥꾼                                                                                    | 가류 쿄스케       | 도쿄 텐노즈 긴가극장 후쿠오카 기타큐슈 예술 극장 대홀 오사카 모리노미야 필로티 홀 |
| 2017년 2월 10일 ~ 26일 2017년 3월 4일 ~ 5일                                                                                        | BIOHAZARD THE Experience                                                                       | 카라사와          | 도쿄 Zepp 블루 극장 롯폰기 신고베 오리엔탈 극장 |
| 2017년 3월 16일 ~ 26일 2017년 3월 30일 ~ 4월 2일                                                                                   | 슈퍼 단간론파 2 THE STAGE ~안녕 절망학원~ 2017                                                 | 히나타 하지메     | 도쿄 Zepp 블루 극장 롯폰기 오사카 모리노미야 필로티 홀 |
| 2017년 8월 17일·20일 | 낭독극 내 머리 속의 지우개 9th letter                                                          | 코스케            | 이케부쿠로 선샤인 극장 |
| 2020년 | 간류지마                                                                                       | 미야모토 무사시   | 공연 중단 |
| 2023년 2월 10일 ~ 3월 27일 | 간류지마                                                                                       | 미야모토 무사시   | 메이지좌 이시카와 혼다의 숲 홀 니가타현 민회관 아키타 예술극장 밀하스 센추리 홀 고베 국제회관 고쿠사이 홀 렉잠 홀 가가와현 현민 홀 하카타좌                                                                       |

### WEB·전달 드라마
- 시크릿 걸스 제1회 (2011년 7월 15일, 켄잔라쿠) - 학생 역
- 육성 시뮬레이션 Movie·캐릭터 풀 STARS (2014년 1월 10일 ~ 2월 14일, 스마트 보이즈) - 쿠레타케 코보쿠 역
- 데부센 (2016년 8월 20일 ~ 10월 1일, Hulu·NTV) - 요시자와 켓토 역
- 잠입 수사 아이돌 형사 댄스 스핀오프 (2016년 10월 8일 ~ 12월 3일, Amazon 프라임 비디오) - 사카이 쇼키치 (쇼) 역
- 하라고 노란색 ~하와이 내 팬케이크 이야기~ (2018년 2월 28일 ~ 4월 3일, Amazon 프라임 비디오) - 코야마 료스케 역
- 남자친구를 대출받아서 샀습니다 (2018년 3월 9일 ~ 4월 2일 dTV·FOD·후지 TV) - 세츠나 준 역
- 당신 차례입니다 〈문의저〉 편 제15화 304호실 (2019년 8월 4일, Hulu) - 니카이 시노부 역
- 백도 흑도 아닌 세계에서, 판다는 웃는다 - 모리시마 나오키 역
  - 체인 스토리 (2020년 1월 12일 ~ 3월 8일, Hulu·GYAO!)
  - 백도 흑도 아닌 세계에서, 판다는 웃는다 (2020년 3월 15일·22일, Hulu)
- 신문기자 (2022년 1월 13일, 넷플릭스) - 키노시타 료 역
- 인포마 제5화·제6화·제7화·제9화 (2023년 2월 9일·16일·23일·3월 9일, 넷플릭스) - 카와무라 아이노스케 역
- 알고있지만 the shapes of love (2024년 12월 9일, ABEMA) - 코사카 렌 역

### 라디오 드라마
- 어제의 바다 (2016년 1월 11일 ~ 22일, NHK-FM) - 미츠스케 역[43]

## 그 외 출연

### 버라이어티
- 최고의 남자는 누구냐!? 최강 스포츠 남자 정상 결전 (2014년 - 2016년, TBS) - 대회 참가자
  - 제4회 (2014년 12월 23일) 종합 11위
  - 제5회 (2015년 12월 23일) 종합 11위
  - 제6회 (2016년 10월 10일) 종합 5위
- 통쾌 TV 스캇토 재팬 (2015년 - 2018년, 후지 TV) - 짧은 드라마 출연자
- LIFE! ~인생에 바치는 콩트~ (2017년 6월 16일·9월 18일, NHK) - 콩트 출연자[44][45]
- ZIP! (2019년 6월 7일 ~ 6월 28일, NTV 계열) - 6월 금요일 퍼스널리티[16]
- 크리에이터즈 파일 GOLD (2021년 6월 3일, 넷플릭스) - 제1화 〈전설의 호텔 맨 오리오 유타카 × 배우·요코하마 류세이〉[46]

### PV
- BREAKERZ 〈CLIMBER×CLIMBER〉 (2011년)
- ZONE treasure of the heart 〈너와 나의 기적 (~キミとボクの奇跡~)〉 (2012년)
- 유스케 〈레몬 (檸檬)〉 (2013년)
- Fo'xTails 〈Innocent Graffiti〉 (2015년)
- NMB48 〈페리 (フェリー)〉 (2016년)
- GReeeeN 〈약속 (約束)×No title〉 (2019년)
- 미유향 〈연인 실격 (恋人失格)〉 (2019년)
- amazarashi 〈미래가 되지 못한 그 밤에 (未来になれなかったあの夜に)〉 (2019년)
- GENERATIONS from EXILE TRIBE 〈You & I〉 (2020년)
- yama 〈빠져버리다 (くびったけ)〉 (2020년)
- yama 〈Lost」special music video〉 (2020년)
- amazarashi 〈스와이프 (スワイプ)〉 (2020년)
- AI 〈Life Goes On〉 (2020년)
- yama 〈반했어  (くびったけ)〉（2022년)
- yama 〈Lost〉Special Music Video（2022년)
- amazarashi 〈スワイプ〉（2023년)
- AI 〈Life Goes On〉（2023년)
- ヨルシカ 〈太陽〉Special MV（2024년)
- iri 〈Faster than me〉Special MV（2024년)

### 기타 비디오
- 돌아온 열차전대 토큐쟈 저 꿈의 초특급 7호 (2015년) - 히카리 / 특급 4호 역

### 광고(CM)
- 영광 세미나 〈중학부 / 고교 수험 코스〉편 (2011년 ~ 2013년)
- 크라시에 식품 〈멘토스〉 (2015년)
- 다이토켄타쿠 〈좋은 방 넷〉 (2019년)
  - 〈나의 좋은 방, 찾아 냈다!〉편
  - 〈나의 좋은 방, 좋은 생활〉편 (WEB 동영상)
- ABC-MART (2019년 ~ 2021년)
- 시세이도 〈recipist〉 (2019년) - 리우군 역
- Y! mobile (2019년 ~ 2021년)
- 채용 마케팅 〈파트너 카센사〉 (2020년)
- 모리나가 제과
  - DARS (2019년 ~ )
  - 파리파리샌드 (2020년 ~ )
- 포카 삿포로 식품 & 음료 〈짓쿠리 코토코토〉 (2020년 ~ )
- 다이이치 산쿄 헬스케어
  - 뿌레코루 (2020년 ~ )
  - 에이지알레르컷 (2024년 ~ )
- 마루하니 치로 (2021년 ~ )
- 이마지니아 〈Nintendo Switch ™ 소프트 Fit Boxing 2 -리듬 & 운동-〉 (2021년 ~ )
- 닛테츠 흥화 부동산 〈LIVIO〉 (2022년 ~ )
- 후지 필름 〈INSTAX〉 (2022년 ~ ) - 히로세 스즈와 공동 출연
- HOYA (2023년 ~ )
- 라이온 〈NANOX one〉 (2023년 ~ )
- 코이케야 〈PURE POTATO〉 (2023년 ~ )
- 하이센스 재팬 (2024년 ~ )
- 이온 파이낸셜 서비스 〈이온 카드〉 (2024년-) - 사쿠라자카46, 야마다 타카유키와 공동 출연
- 아사히 음료 〈미츠야 사이다〉 (2024년 ~ )

### 모델·이미지 캐릭터
- 베넷세 코포레이션 새로운 고교생 회원 배포 DVD (2012년)
- 오자키 상사 〈칸코 스포츠웨어〉 카탈로그 광고 모델 (2012년)
- 시즈오카 학원 중학교·고등학교 광고 모델 (2012년 ~ 2013년)
- 반탄 디자인 고등학교 광고 캐릭터 (2013년 ~ 2014년)
- 야마하 발동기 〈야마하 PAS 통학〉 모델 이미지 캐릭터 (2015년)
- WEGO 카탈로그 모델 (2016년)
- NYLON × THE BODY SHOP 〈티츠리 시리즈〉 스페셜 무비 (2017년)
- NYLON 〈365 ANNIVERSARY〉 2018.3.1 ~ 2018.3.31 모델 (2018년)
- ELLE JAPAN × 4 ℃ 〈Bright Snowing 컬렉션〉 스페셜 무비 (2019년)[47]
- NARS Cosmetics Japan (2020년 ~ 2021년)
- 디올 패션 재팬 브랜드 앰버서더 (2020년 ~ )[48]
- 슈에이샤 문고 〈나츠이치 2022〉 캠페인 캐릭터 (2022년)
- 슈에무라 재팬 브랜드 앰배서더 (2023년)

## 서적

### 사진집
- 요코하마 류세이 퍼스트 사진집 〈innocent〉 (2014년 10월 23일, 도쿄 뉴스 통신사) ISBN 978-4-86336-434-9
- 요코하마 류세이 사진집 〈유려〉 (2019년 3월 12일 KADOKAWA) ISBN 978-4-04-896371-8
- 요코하마 류세이 기념 사진집 〈유적〉 (2021년 9월 16일, KADOKAWA) ISBN 978-4-04-897083-9

단행본
- 요코하마 류세이 개인 책 〈유유자적〉 (2021년 9월 16, KADOKAWA) ISBN 978-4-04-897084-6

### 캘린더
- 요코하마 류세이 캘린더 2015 (2014년 10월 22일) JAN 4900459511101
- 요코하마 류세이 캘린더 2016 (2015년 10월 29일, 도쿄 뉴스 통신사) ISBN 978-4-86336-495-0
- 요코하마 류세이 캘린더 2017 (2016년 10월 12일, 도쿄 뉴스 통신사) ISBN 978-4-86336-585-8
- 요코하마 류세이 캘린더 2018 (2017년 10월 18일, 도쿄 뉴스 통신사) ISBN 978-4-86336-696-1
- 요코하마 류세이 2019년 캘린더 (2018년 10월 30일, KADOKAWA) ISBN 978-4-04-896372-5
- 요코하마 류세이 2020년 캘린더 (2019년 9월 13일, KADOKAWA) ISBN 978-4-04-896582-8
- 요코하마 류세이 캘린더 2021 (2020년 12월 21일, SDP) ISBN 978-4-906953-94-3
- 요코하마 류세이 캘린더 2023 (2022년 11월 18일, KADOKAWA, ISBN 978-4-04-897513-1)
- 요코하마 류세이 캘린더 2024 (2023년 12월 4일, KADOKAWA, ISBN 978-4-04-114266-0)
- 요코하마 류세이 2025년 캘린더 (2024년 11월 22일, KADOKAWA)

### 잡지
- 니코☆푸치 (2010년 ~ 2011년, 신쵸샤) - 남성 모델
- 니콜라 (nicola) (2011년 ~ 2015년, 신쵸샤) - 남성 모델·연재 〈류세이 그이〉
- 월간 더 텔레비젼 (2019년 ~ 2023년, KADOKAWA) - 연재 기획 〈유유자적〉

## 음반

### 싱글
※그린 보이즈로서의 싱글에 대해서는 기적: 그 날의 소비토 문서를 참조하십시오.
- 1st 〈오늘도 좋은 날씨 (今日もいい天気) feat.Rover(배리 굿맨)/미완성 (未完成)〉 (2018년 10월 10일, 유니버설 뮤직 J)

### DVD
- 요코하마 류세이 1st DVD 〈R〉 (2014년 11월 7일, 도에이 비디오)

## 수상 경력
| 연도   | 시상식                                    | 부문                              | 작품                                                                                         |
| ------ | ----------------------------------------- | --------------------------------- | -------------------------------------------------------------------------------------------- |
| 2019년 | 제100회 더 텔레비젼 드라마 아카데미상     | 남우조연상                        | 처음 사랑을 한 날에 읽는 이야기                                                              |
| 2019년 | 도쿄 드라마 어워드 2019                   | 남우조연상                        | 처음 사랑을 한 날에 읽는 이야기                                                              |
| 2019년 | TVstation 드라마 대상 2019                | 남우조연상                        | 처음 사랑을 한 날에 읽는 이야기                                                              |
| 2019년 | 제29회 TV LIFE 연간 드라마 대상 2019      | 신인상                            | 처음 사랑을 한 날에 읽는 이야기                                                              |
| 2019년 | 닛케이 트렌디                             | 2019년 올해의 얼굴                | 빈칸                                                                                         |
| 2019년 | 2019 제32회 쇼가쿠칸 DIME 트렌드 대상     | 베스트 캐릭터상                   | 빈칸                                                                                         |
| 2019년 | GQ JAPAN 〈GQ MEN OF THE YEAR 2019〉      | 뉴제너레이션 액터 오브 더 이어 상 | 빈칸                                                                                         |
| 2019년 | Yahoo! 검색 대상 2019                     | 배우 부문                         | 빈칸                                                                                         |
| 2019년 | MORE 엔터테인먼트 어워드 2019             | 라이징 스타상                     | 빈칸                                                                                         |
| 2020년 | 제43회 일본 아카데미상                    | 신인 배우상                       | 사랑노래 -약속의 나쿠히토- 치어 남자!! 사라져라, 군청                                        |
| 2020년 | 엘란도르상                                | 신인상                            | 빈칸                                                                                         |
| 2020년 | 제15회 서울 드라마 어워즈                 | 아시아 스타상                     | 빈칸                                                                                         |
| 2020년 | 엘르 시네마 어워드 2020                   | 엘르 맨 상                        | 유어 아이즈 텔                                                                               |
| 2020년 | LINE NEWS AWARDS 2020                     | 〈화제의 사람〉 배우 부문         | 빈칸                                                                                         |
| 2020년 | 기모노 베스트 드레서상 2020               | 남성 부문                         | 빈칸                                                                                         |
| 2021년 | 제32회 일본 보석 베스트 드레서상          | 남자 부문                         | 빈칸                                                                                         |
| 2022년 | 제14회 TAMA 영화상                        | 최우수 신인 남자배우상            | 유랑의 달 아키라와 아키라 우소구이 당신차례입니다 극장판 DIVOC-12 〈이름이 없는 한 편·안나〉 |
| 2022년 | 부산국제영화제 제4회 아시아 콘텐츠 어워드 | 뉴커머상                          | 신문기자                                                                                     |
| 2022년 | 제47회 호치 영화상                        | 남우조연상                        | 유랑의 달                                                                                    |
| 2023년 | 제46회 일본 아카데미상                    | 우수 남우조연상                   | 유랑의 달                                                                                    |
| 2023년 | 제48회 호치 영화상                        | 남우주연상                        | 빌리지 봄에 지다                                                                             |
| 2024년 | 제49회 호치 영화상                        | 최우수 남우주연상                 | 정체                                                                                         |
| 2025년 | 제79회 마이니치 영화 콩쿠르               | 남우주연상                        | 정체                                                                                         |
| 2025년 | 제48회 일본 아카데미상                    | 최우수 남우주연상                 | 정체                                                                                         |

### 내용주
1. ↑  요코하마 류세이 - 일본 탤런트 명감
2. ↑  세이노 나나와 공동 주연
3. ↑  하마베 미나미와 공동 주연
4. ↑  하시모토 마나미와 공동 주연
5. ↑  나카오 마사키와 공동 주연
6. ↑  요시타카 유리코와 공동 주연
7. ↑  히로세 스즈와 공동 주연
8. ↑  안자이 신타로와 공동 주연
9. ↑  2020년 6월 26일 신종 코로나 바이러스의 영향으로 센다이·니가타·가나자와 공연 취소와 도쿄 공연 일정 변경 (7월 31일 - 8월 10일 → 8월 6일 - 8월 11일)된 것이 발표 되었다. 7월 21일에는 도쿄 공연의 중지를 발표했다. 7월 29일, 전 공연의 중지를 발표했다.

### 참조주
1. 1 2 3 4  “질문 반환!”. 요코하마 류세이 공식 블로그. 2013년 6월 17일. 2014년 11월 3일에 원본 문서에서 보존된 문서. 2021년 9월 4일에 확인함.
2. ↑  “요코하마 류세이의 프로필”. 스타더스트 프로모션. 2018년 2월 14일에 확인함.
3. ↑  “질문 반환!”. 요코하마 류세이 공식 블로그. 2013년 7월 16일. 2015년 7월 1일에 원본 문서에서 보존된 문서. 2021년 9월 4일에 확인함.
4. 1 2  “요코하마 류세이 등 「nicola」 남성 모델, 졸업 무대에서 몹시 감동한 팬에 “라스트” 메시지”. 모델 프레스. 2015년 3월 26일. 2015년 4월 1일에 확인함.
5. 1 2  “『캐릭터 풀 STARS』왕자님계 캐릭터의 요코하마 류세이 인터뷰”. 스마트 보이즈. 2014년 1월 3일. 2014년 11월 8일에 원본 문서에서 보존된 문서. 2014년 1월 25일에 확인함.
6. ↑  “요코하마 류세이 INTERVIEW - 플러스 액트”. 와니북스. 2013년 6월 5일. 2014년 1월 25일에 확인함.
7. ↑  “1월 1일”. 요코하마 류세이 공식 블로그. 2014년 1월 1일. 2014년 1월 4일에 원본 문서에서 보존된 문서. 2021년 9월 4일에 확인함.
8. ↑  “최초의 열차 모티브 「파워레인저 트레인포스」 선보여 세키네 츠토무 38년만 전대 시리즈 출연”. ORICON STYLE. 2014년 1월 26일. 2014년 1월 28일에 확인함.
9. ↑  “요코하마 류세이 눈에 눈물의 회견! 시손 쥰 구슬 에피소드에 감탄”. 《예능 뉴스 라운지》. 2014년 1월 26일. 2014년 1월 28일에 확인함.
10. 1 2  “GReeeeN : 스스로 각본 다룬 「사랑 노래」를 영화화 주연은 요코하마”. 《MANTANWEB》. 2018년 4월 9일. 2018년 7월 3일에 확인함.
11. ↑  “스다 마사키 요코하마 류세이이 GReeeeN 역으로 CD 데뷔! 가성 피로 영상도”. 《음악 나탈리》. 2016년 10월 12일. 2018년 7월 3일에 확인함.
12. ↑  “요코하마 류세이 솔로 가수 데뷔 GReeeeN 프로듀서 JIN 확실한 보증 「자신 있습니다」”. 《ORICON NEWS》. 2018년 6월 15일. 2018년 7월 3일에 확인함.
13. 1 2  “요코하마 류세이가 10월에 CD 데뷔 작사 도전의 신곡 「미완성」 포함된 양A면 싱글”. CINRA.NET. 2018년 8월 24일. 2018년 8월 27일에 확인함.
14. ↑  ““유리유리”에서 큰 인기！요코하마 류세이, 가슴 뭉클한 역할은『하지코이』가 처음이였다”. 2019년 3월 5일. 2019년 3월 14일에 원본 문서에서 보존된 문서. 2019년 3월 15일에 확인함.
15. ↑  “출판계에서 “유리유리” 요코하마 류세이 붐 「유려」 출시 전 재발행 & 티켓 즉완”. 오리콘. 2019년 3월 5일. 2019년 3월 15일에 확인함.
16. 1 2  “요코하마 류세이『ZIP!』6월 금요일 퍼스널리티에 취임 「좋은 아침 여러분이 맞으실 수 있도록」”. 《ORICON NEWS》. 2019년 5월 29일. 2021년 6월 10일에 확인함.
17. ↑  “요코하마 류세이 표지 「anan」 예약 주문 쇄도로 매진 매장 속출 발매 전부터 “품절 로스”의 목소리”. 《모델 프레스》. 2021년 7월 22일에 확인함.
18. ↑  “【일본 아카데미상】신인 배우상 요코하마 류세이「앞으로도 멋진 마음에 남는 작품을」”. 《영화 나탈리》. 2021년 7월 27일에 확인함.
19. ↑  “탤런트 파워 급상승 1위는 요코하마 류세이 하마베 미나미는?”. 《NIKKEI STYLE》. 2021년 7월 22일에 확인함.
20. ↑  “멘모’s File> 요코하마 류세이”. 니콜라넷. 2015년 3월 16일에 원본 문서에서 보존된 문서. 2014년 1월 25일에 확인함.
21. ↑  “요코하마 류세이, 「속눈썹 쿠룬쿠룬」 타고난! 어릴 때는 「몹시 응석꾸러기였습니다」”. 《WEB더 텔레비전》. 2021년 7월 22일에 확인함.
22. ↑  “요코하마 류세이 「위쪽 속눈썹」 이유를 「깨끗한」「부럽다」고 반향 속속”. 《모델 프레스》. 2021년 7월 22일에 확인함.
23. ↑  “GW”. 《요코하마 류세이 공식 블로그「shooting star」Powered by Ameba》. 2015년 5월 6일. 2021년 4월 29일에 원본 문서에서 보존된 문서. 2019년 6월 30일에 확인함.
24. ↑  “요코하마 류세이 영화 「honey」 첫날 무대 인사!”. 《스타더스트 프로모션 공식 사이트》. 2018년 4월 1일. 2020년 5월 1일에 확인함.
25. ↑  “요코하마 류세이가 말한 이름의 유래는 반드시 들었던 「베이스타스 좋아해?」”. 스포니치 신문사. 2020년 10월 22일. 2021년 1월 19일에 확인함.
26. ↑  “요코하마 류세이 이름의 유래에 대해 언급 본명 때문에 곤혹스러웠던 것으로는 ...”. fumumu.net. 2020년 10월 22일. 2021년 1월 19일에 확인함.
27. ↑  “300명에게 물었다! 흑발이 어울리는 & 화려한 머리가 어울리는 배우 랭킹 베스트 12”. 《TV마가》. 2020년 8월 18일. 2021년 2월 19일에 확인함.
28. ↑  “2011 International Karate Friendship Official Results”. 《국제 공수도 연맹 극진 회관》. 2021년 7월 27일에 확인함.
29. ↑  “2012 국제 친선 대회 첫날·각 부문 입상자”. 《국제 공수도 연맹 극진 회관》. 2021년 7월 27일에 확인함.
30. ↑  “『열차전대 토큐저』 요코하마 류세이, 「무슨 색깔에 물들 때 배우에」”. ORICON STYLE. 2014년 10월 23일.
31. 1 2  “요코하마 류세이의 본 모습에 강요 속내의 보이즈 토크. 【VOGUE GIRL with BOY FRIEND】”. 《VOGUE GIRL》. 2021년 7월 21일에 확인함.
32. ↑  “요코하마 류세이가 「그녀가 만들어 줬으면 하는 요리」는? 15가지의 질문에 두근♡”. 《vivi》. 2019년 5월 15일. 2021년 7월 21일에 확인함.
33. ↑  “요시타카 유리코, 요코하마 류세이의 “즐겨찾기”를 폭로 「군고구마와 커비를 좋아해」”. 《OVO》. 2020년 10월 15일. 2020년 10월 20일에 원본 문서에서 보존된 문서. 2020년 10월 20일에 확인함.
34. ↑  “요코하마 류세이 “자전거” 원하기에 크레인 게임에서 3000엔 사용도 「매니저가 한 번에 해주었다」 운세 프로그램에서 생애 이야기”. 《후지테 리뷰!》. 2021년 2월 25일에 원본 문서에서 보존된 문서. 2021년 7월 27일에 확인함.
35. ↑  “『기적: 그 날의 소비토』요코하마 류세이 인터뷰”. 《스타더스트 프로모션》. 2021년 7월 27일에 확인함.
36. ↑  “요코하마 류세이 : 2020년은 「여러가지를 생각한 한 해」 혼자인 시간에는 「벽의 한 면을 보고 있습니다」”. 《마이니치 신문》. 2021년 7월 21일에 확인함.
37. ↑  “요코하마 류세이 촬영 후 보상은 「매운라면」「전혀 갈 곳이 없어 외롭다」”. 《WEB더 텔레비젼》. 2021년 7월 21일에 확인함.
38. ↑  “무대「무사 백호 사물의 새하얀 호랑이 -막부 말기, '성'을 동경하며, 백호라 불렸던 젊은이들」”. 《공식 사이트》. 2021년 1월 14일에 원본 문서에서 보존된 문서. 2021년 7월 21일에 확인함.
39. ↑  “요코하마 류세이가 백호 무사 역으로 무대 첫 주연！”. 더 텔레비젼. 2015년 5월 7일. 2015년 6월 29일에 확인함.
40. ↑  “요코하마 류세이 「단간론파 2」 재연 비주얼 해금”. 모델 프레스. 2016년 12월 9일. 2016년 12월 13일에 확인함.
41. ↑  “요코하마 류세이 & 이토 켄타로 주연 무대 「간류지마」 전 공연 중단을 발표”. 《모델 프레스》. 2020년 7월 29일. 2020년 7월 29일에 확인함.
42. ↑  “무대 「간류지마」전 공연의 중지를 결정했습니다.”. 《ryuseiyokohama_official》. 2021년 7월 21일에 확인함.
43. ↑  “어제의 바다”. NHK오디오드라마. 2020년 4월 10일. 2020년 4월 10일에 확인함.
44. ↑  “아오이 와카나, 우치무라 테루요시와 2인극! 요코하마 류세이는 첫 콩트에 도전 「LIFE!」”. 《cinemacafe.net》. 2021년 7월 22일에 확인함.
45. ↑  “요코하마 류세이 콩트 프로그램 「LIFE!-」에서 설마 키렛키레단스를 피로!”. 《WEB더 텔레비전》. 2021년 7월 22일에 확인함.
46. ↑  “『크리에이터즈 파일』 야키야마 류지와 함께 ... 요코하마 류세이, 아다치 유미, 나가노 메이, 오다기리 죠 등 세계로”. 《ORICON NEWS》. 2021년 4월 19일. 2021년 6월 26일에 확인함.
47. ↑  “올해 크리스마스는 요코하마 유성과 엘르 온라인”. 2019/11/27에 확인함.
48. ↑  “「디올」의 재팬 대사에 아라키 유코와 요코하마 류세이 남성 기용 처음”. WWD JAPAN. 2020년 2월 26일. 2021년 5월 18일에 확인함.